# Улица Княжнина
Княжнина́ у́лица (официально — у́лица Княжнина́; ранее — Княжни́н переу́лок, Кня́жевский переу́лок, Кня́зевский переу́лок, Бабары́кин переу́лок, Ву́льфов (Гу́льфов) переу́лок) — улица в Юго-Восточном административном округе города Москвы на территории района Лефортово.

## История
Изначально улица называлась Ву́льфов (Гу́льфов) переу́лок по проживавшему здесь майору Вульфу, в конце XVIII века — Бабары́кин переу́лок по фамилии домовладельца, в XIX веке — Княжни́н переу́лок, Кня́зевский переу́лок (на плане 1849—1852 годов), Кня́жевский переу́лок (на плане 1879 года), впоследствии переулок стал улицей и получил современное название, происходящее от фамилии домовладелицы Князевой (современная его форма неверна, так как указывает на якобы первоначальное «княжна»).

## Расположение
Княжнина улица проходит от 1-й Синичкиной улицы на северо-восток, поворачивает на юго-восток и затем снова северо-восток и проходит до Введенского кладбища.

## Транспорт

### Наземный транспорт
По Княжниной улице не проходят маршруты наземного общественного транспорта. По Солдатской улице проходят трамваи 32, 46.

### Метро
- Лефортово — южнее улицы, на пересечении Солдатской улицы и Наличной улицы.

### Железнодорожный транспорт
- Платформа Сортировочная Казанского и Рязанского направлений Московской железной дороги — восточнее улицы, между Юрьевским переулком и проездом Энтузиастов.